# Einhorn-Kitty
Einhorn-Kitty (engl. Unikitty!) ist eine US-amerikanische Zeichentrickserie, die seit 2017 produziert wird. Die deutsche Erstausstrahlung erfolgte im März 2018 auf Cartoon Network.

## Inhalt
Die Serie basiert auf der Figur Einhorn-Kitty aus The Lego Movie von 2014. Dort war sie die Prinzessin des Wolkenkuckucksheim, das jedoch von den Bösewichten des Filmes zerstört wurde.
In der Serie versucht Prinzessin Einhorn-Kitty stets, in ihrem Königreich die gute Laune aufrechtzuerhalten. Sie wird dabei von ihren Freunden unterstützt. Es gibt aber auch Widersacher, wie den hinterhältigen Meister Stirnrunzel.

## Figuren
- Einhorn-Kitty: Im Original heißt sie Unikitty. Sie ist die Herrscherin des Landes. Einhorn-Kitty ist die fröhlichste und glücklichste Person, die man sich vorstellen kann. Ist sie jedoch wütend, bricht ein richtiges Inferno aus ihr hervor, wofür sie sich im Nachhinein immer schämt.
- Einhorn-Hündchen: Im Original heißt er Puppycorn. Er ist Einhorn-Kittys kleiner Bruder. Zwar ist er sehr nett, aber nicht sehr schlau. So war ihm lange Zeit nicht klar, dass er durch die Verwandtschaft mit einer Prinzessin automatisch ein Prinz ist.
- Doktor Füchsin: Im Original heißt sie Dr. Fox. Doktor Füchsin ist die Wissenschaftlerin des Landes und sehr experimentierfreudig. Wenn es darum geht, Probleme wissenschaftlich zu lösen, ist sie sofort zur Stelle.
- Falkodil: Im Original Hawkodile. Er ist Einhorn-Kittys Leibwächter und sehr kampferprobt. Er hat eine Schwäche für Doktor Füchsin.
- Richard: Dieser graue Legostein ist Einhorn-Kittys Diener. Er wirkt häufig depressiv und gelangweilt, doch so gefällt es ihm.
- Meister Stirnrunzel: Im Original heißt er Master Frown. Er kommt aus Runzelstadt, das absolute Gegenteil von Einhorn-Kittys Königreich. Meister Stirnrunzel bereitet es viel Vergnügen, Leute traurig zu machen. Dennoch ist er eher lästig als wirklich gefährlich.

## Produktion und Veröffentlichung
Am 10. Mai 2017 meldete Cartoon Network, dass sie die Serie auf Grundlage der Figur aus The Lego Movie bestellt haben. Sie entstand im gleichen Jahr bei Warner Bros. Animation unter Leitung der Produzenten Ed Skudder und Lynn Wang. Autoren waren vor allem Chad Quandt und Aaron Waltke. Die künstlerische Leitung lag bei Andrea Fernandez und für den Schnitt waren Molly Yahr und Ryan Samsam. Die Musik komponierte Nick Keller. Zu den ausführenden Produzenten gehörten auch die beiden Regisseure des Lego-Films, Phil Lord und Christopher Miller.
Die je 11 Minuten langen Folgen werden erstmals seit 27. Oktober 2017 von Cartoon Network in den USA ausgestrahlt. Der deutsche Ableger des Senders zeigt sie seit dem 26. März 2018 auch auf Deutsch. Auch in anderen Ländern wird sie von Cartoon Network ausgestrahlt, so in Kanada, Australien, Südostasien, Brasilien und Spanien.

## Synchronisation
| Rolle               | Originalsprecher  | Deutscher Sprecher   |
| ------------------- | ----------------- | -------------------- |
| Einhorn-Kitty       | Tara Strong       | Olivia Büschken      |
| Einhorn-Hündchen    | Grey Griffin      | Giovanna Winterfeldt |
| Doktor Füchsin      | Kate Micucci      | Josephine Schmidt    |
| Falkodil            | Roger Craig Smith | Matti Klemm          |
| Richard             | Roger Craig Smith | Stefan Gossler       |
| Meister Stirnrunzel | Eric Bauza        |                      |